# Krankenkasse KBV

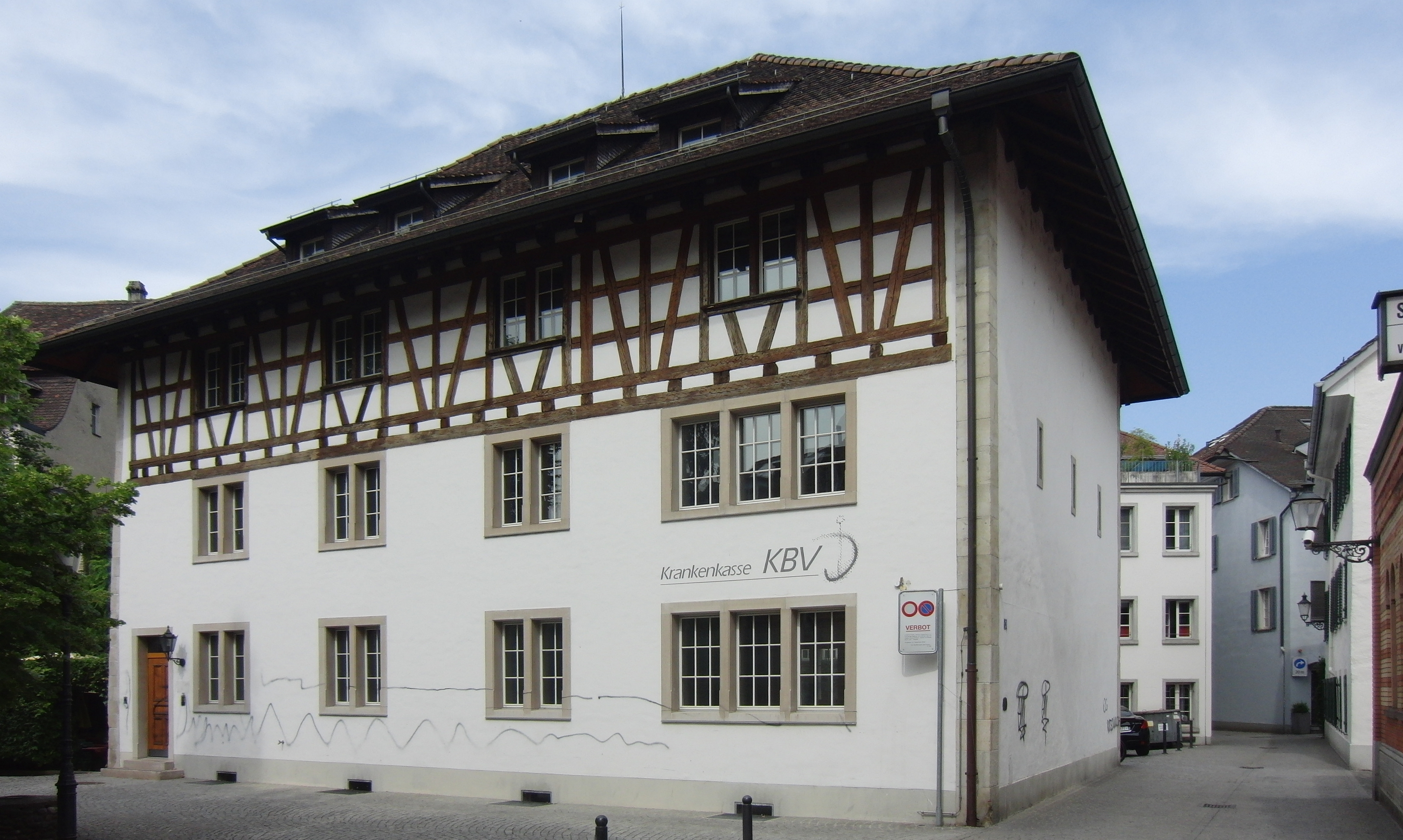
Ehemaliger Hauptsitz in der Baronenscheune in der Winterthurer Altstadt

Die Krankenkasse KBV war eine Krankenversicherung mit Sitz in Winterthur. Sie ging 2004 nach einem Betrugsskandal in Konkurs.

## Geschichte
Die 1962 gegründete Krankenkasse hatte gegenüber der für den Risikoausgleich verantwortlichen Stiftung «Gemeinsame Einrichtung KVG» über drei Jahre hinweg 2050 ältere Versicherte ausgewiesen, um Gelder aus dem Risikoausgleich zu kassieren. Ebenfalls erfanden die Direktoren fiktive Krankheiten für diese Versicherten, wofür die Krankenkasse auch real Geld ausbezahlte, wobei ein Teil dieser Gelder als Prämien zurück an die Versicherung floss und die restlichen Millionen von den Managern selbst eingesteckt wurden.
Als dies schliesslich herauskam und die Kasse Nachforderungen in Höhe von 52 Millionen Franken nicht mehr bezahlen konnte, wurde sie von der Stiftung «Gemeinsame Einrichtung KVG» übernommen. 

### Juristische Aufarbeitung
Im Mai 2004 wurde schliesslich der Konkurs über die Versicherung eröffnet, per Ende Juni 2004 stellte sie ihren Betrieb komplett ein. Die Arbeitnehmer und Versicherten der Krankenkasse wurden daraufhin von der Helsana übernommen. Die Versicherung hatte zuletzt 50'000 Versicherte in der Grundversicherung, 20'000 in der Taggeldversicherung und 15'000 bei den freiwilligen Zusatzversicherungen.
Die vier für den Betrug verantwortlichen Direktoren wurden im Dezember 2010 vom Zürcher Obergericht in zweiter Instanz wegen mehrfachen Betrugs und mehrfacher ungetreuer Geschäftsführung zu Freiheitsstrafen zwischen zwei und fünf Jahren verurteilt. Zwei der Verurteilten waren geständig, die beiden anderen schoben die Schuld auf einen bis heute nicht gefundenen Makler.